# Новоданилівка (селище)
Новоданилівка — селище в Україні, у Казанківській селищній громаді Баштанського району Миколаївської області. Населення становить 774 особи.

## Історія
Засноване 1924 року.
23 серпня 1990-го Миколаївська облрада об'єднала у Казанківському районі південно-західну частину селища Незаможник з селищем Новоданилівка в одне селище Новоданилівка. Перейменувала Незаможницьку сільраду на Новоданилівську.
У 2017 році Новоданилівська сільська рада увійшла до складу новоствореної Казанківської селищної громади. У 2020 році, після ліквідації Казанківського району, селище разом з громадою увійшло до складу Баштанського району.